# Maxillaria pleuranthoides
Maxillaria pleuranthoides är en orkidéart som först beskrevs av Rudolf Schlechter, och fick sitt nu gällande namn av Leslie Andrew Garay. Maxillaria pleuranthoides ingår i släktet Maxillaria och familjen orkidéer. Inga underarter finns listade i Catalogue of Life.